# Kaitokudo

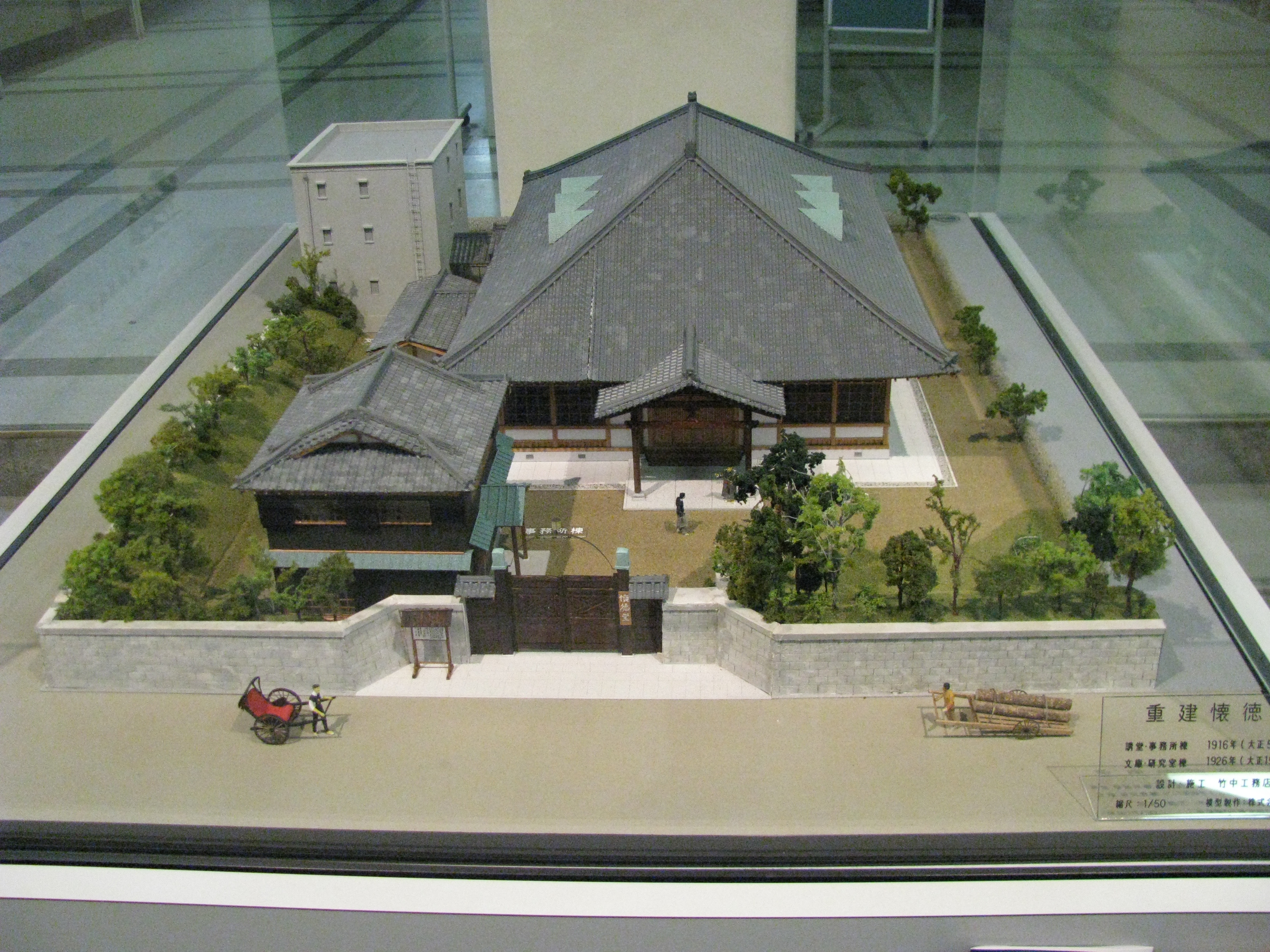
Modelul complexului Kaitokudo (expus la Universitatea din Osaka)

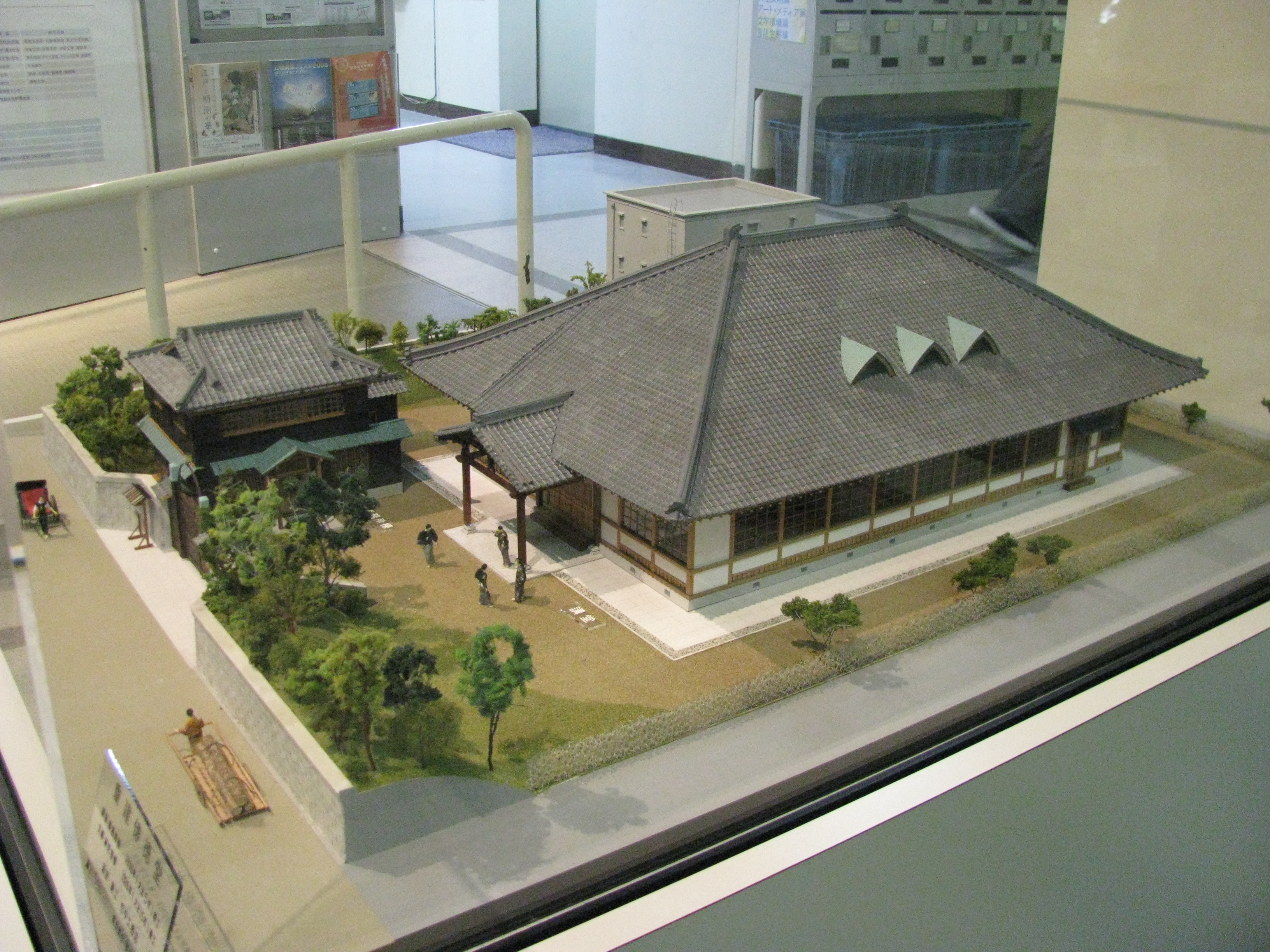
Modelul complexului Kaitokudo (expus la Universitatea din Osaka)

Kaitokudo (懐徳堂 Kaitokudō?) este o instituție de învățământ cu caracter general, cu sediul în Osaka, fondată în 1724 de negustori înstăriți ai orașului.

## Cronologia Kaikokudo
| 1724 | Fondarea Kaitokudo |
| 1726 | Recunoașterea oficială a școlii de către Shogunat sub denumire de Osaka Gakumonjo                                                                                    |
| 1838 | Fondarea școlii Tekijuku de către Ogana Koan |
| 1869 | Desființarea școlii originale Kaitokudo |
| 1910 | Crearea fundației Kaitokudo Kinenkai |
| 1913 | Înregistrarea școlii Kaitokudo ca organizație non-profit |
| 1915 | Hotărârea de a redeschide școala Kaitokudo și petrecerea ceremoniei șintoiste la locul ales pentru construcție                                                       |
| 1916 | Construirea clădirii Choken-Kaitokudo și petrecerea ceremoniei de deschidere                                                                                         |
| 1926 | Începutul construcției biblioticii și blocului de cercetare |
| 1945 | Incendiul cauzat de atacul aerian asupra orașului Osaka din 14 martie a distrus sala de lectură și clădirea administrativă. Biblioteca a fost salvată.               |
| 1949 | Fundația Kaitokudo Kinenkai a donat Universității din Osaka 36 de mii unității de materiale rare și importante. Această colecție a fost numită Biblioteca Kaitokudo. |
| 1976 | Editarea Kaitokudo Bunko Tosho Mokuroku (Catalogului de Cărți din Biblioteca Kaitokudo) de către Facultatea de Litere a Universității din Osaka                      |
| 2000 | Începutul procesului de digitalizare a materialelor din Biblioteca Kaitokudo                                                                                         |
| 2006 | Completarea modelului reconstruit al clădirii Choken-Kaitokudo |